# Els somriures de la pena
Els somriures de la pena és una novel·la de Manel Alonso i Català, escrita originalment en valencià, i publicada en 2011 per Onada Edicions, de Benicarló.

## Sinopsi
La història s'estructura en una trentena de contes que tenen lloc a Pouet, trasllat literari de la vila de Puçol, d'on és l'escriptor. Estos relats estan interconnectats entre si, i al seu torn s'estructuren en tres grans blocs que abasten diferents èpoques temporals, en el que el crític Vicent Penya ha denominat com "novel·la fragmentada".
En aquestos relats hi apareixen un seguit de personatges agafats de la memòria de l'escriptor, i que convergeixen en la seua faceta de perdedors, però sense perdre de vista la part alegre de l'existència.

## Estil
Alonso parteix de la seua pròpia memòria, tant la individual com la col·lectiva, per crear un escenari que representa un estereotip de poble del segle xx. L'evocació és un dels elements principals, però des de l'acceptació que quan es recrea el passat, es pot caure en el subjectivisme. També la mort hi és present de forma constant, sobretot a la primera part; es tracta com a part de la quotidianitat. Per a Agustí Peiró, "en Els somriures de la pena torna a tractar els temes de sempre, tant de la seua literatura com de tota literatura: el pas del temps, la mort, el desig, l'oblit, l'amor, la felicitat..."
Els contes es narren en primera persona, uns narradors que segons el crític literari Carles Lluch, "regiren el seu passat". En aquest sentit, el proleguista de l'obra, en Germán Vigo, apunta que Alonso "tria els personatges, els fa parlar, en la majoria d'ocasions és ell mateix qui ens parla en primera persona i ens presenta retalls de la seua pròpia vida, però en altres es posa en la pell de l'altre, li presta la seua veu perquè aquest ens parle i ens faça pensar, riure, entristir-nos i fins i tot plorar. Alegria, tristesa, amb tocs còmics ara, tràgics adés, sentiments que afloren al llarg del llibre. I no podria ser d'una altra manera perquè són reals".

## Crítiques
Els somriures de la pena ha rebut crítiques positives per part de la comunitat literària catalanoparlant. Vicent Penya apunta el llibre del puçolenc és "un compendi de fracassos i èxits, de mort i de vida. Autenticitat potser és l'adjectiu que més li avé a aquest recull narratiu de lectura necessària". Antoni Gómez, al Posdata, suplement cultural del Levante-EMV, assenyala que cal "més elaboració d'alguns capítols i certa precipitació en l'estil i els recursos expressius, conseqüència, possiblement, del caràcter impetuós d'aquest escriptor
dels entorns humans i vitals de Puçol". Per a Francesc Viadel a Serra d'Or són "bocins de realitat amarga".

## Curiositats
- L'indret imaginari de Pouet (denominació creada a partir del nom romà de Puçol) no és exclusiu d'aquest llibre, sinó un espai que apareix amb freqüència en la bibliografia de Manel Alonso i Català.[9]